# 薩普紹湖

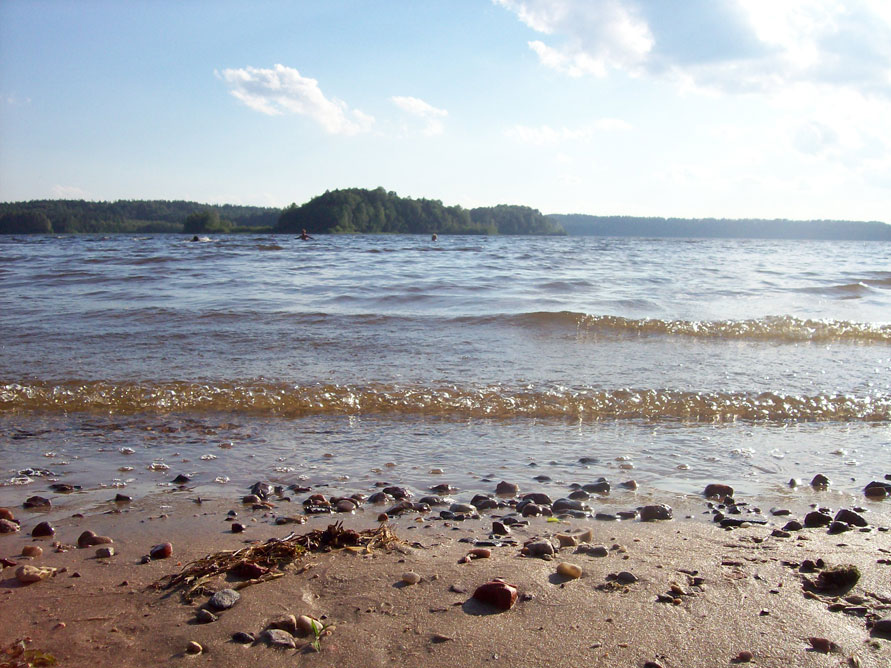
薩普紹湖

薩普紹湖是俄羅斯的冰蝕湖，位於斯摩棱斯克州內，處於傑米多夫東北，海拔高度172.7米，面積3.04平方公里，平均深度6.9米，最大深度14米，集水區面積84平方公里，湖中有6個島嶼，
55°29′44″N 31°50′43″E / 55.49556°N 31.84528°E